# Hrabia Monte Christo (film 2024)
Hrabia Monte Christo (fr. Le comte de Monte-Cristo) – francusko-belgijski dramat kostiumowo-przygodowy z 2024 roku w reżyserii Alexandre'a de La Patellière i Matthieu Delaporte'a. Scenariusz powstał na podstawie klasycznej powieści Aleksandra Dumasa z 1844 roku pod tym samym tytułem. W tytułową rolę wcielił się Pierre Niney. 
Światowa premiera filmu miała miejsce 22 maja 2024 roku w ramach pokazów pozakonkursowych na 77. MFF w Cannes, gdzie twórcy obrazu otrzymali dwunastominutową owację na stojąco. Na ekrany polskich kin film wszedł 9 sierpnia 2024 roku. Spotkał się z pozytywnym przyjęciem zarówno krytyki, jak i publiczności.

## Fabuła
Zdradzony przez przyjaciół i skazany przez skorumpowanego sędziego, żeglarz Edmond Dantès zostaje skazany na dożywocie w zamku d'If. Po 14 latach udaje mu się uciec, po czym zdobywa pokaźny majątek i wraca do Francji przebrany za "Hrabiego Monte Christo", aby zemścić się na tych, którzy go zrujnowali i zdradzili.

## Obsada
- Pierre Niney - Edmond Dantès/Hrabia Monte Christo/Lord Halifax[2]
- Bastien Bouillon - Fernand de Morcerf, kuzyn Mercédès
- Anaïs Demoustier - Mercédès de Morcerf, kuzynka Fernanda
- Anamaria Vartolomei - Haydèe
- Laurent Lafitte - Gérard de Villefort, prokurator królewski
- Pierfrancesco Favino - Opat Faria, więzień zamku d'If
- Patrick Mille - Baron Danglars, kupiec i były marynarz
- Vassili Schneider - Albert de Morcerf, syn Fernanda i Mercédès
- Julien de Saint Jean - André de Villefort, bękart Gérarda
- Julie de Bona - Victoria Danglars, żona Danglarsa i kochanka Gérarda
- Adèle Simphal - Angèle, siostra Gérarda
- Stéphane Varupenne - Gaspard Caderousse, marynarz
- Bruno Rafaelli - armator Morrel
- Marie Narbonne - Eugénie Danglars,
- Abdé Maziane - Jacopo, lokaj Edmonda

## Produkcja
Zdjęcia plenerowe kręcono w następujących lokacjach we Francji, na Malcie i Cyprze:
- Paryż (Palais Brongniart, Hôtel de la Païva);
- Marsylia (zamek d’If);
- departament Aude (Massif de la Clape);
- departament Dolina Oise (zamek Dampont);
- departament Hérault (zamek Engarran, Lavérune, Pézenas, Villeneuvette);
- departament Pireneje Wschodnie (zamek Aubiry);
- departament Sekwana i Marna (zamek Ferrières, katedra w Meaux);
- departament Sekwana-Saint-Denis (bazylika w Saint-Denis, Maison d'éducation de la Légion d'honneur);
- Wielki Port w Valletcie (udający port w Marsylii)[3][4].